# Giulia Riva
Giulia Riva (Milano, 31 gennaio 1992) è una velocista italiana.
Vanta tre presenze con la Nazionale assoluta, collezionate tutte nel 2015: le IAAF World Relays, l'europeo per nazioni ed i mondiali.
In carriera ha vinto 5 titoli italiani, di cui 2 universitari e 3 giovanili.
Agli assoluti ha vinto 5 medaglie: un argento ed un bronzo individuale, oltre tre medaglie di bronzo in staffetta.

## Biografia
Nel 2007 invece agli italiani cadette conclude sesta negli 80 m e quinta con la staffetta 4x100 m.
A partire dal 2008 veste i colori della Nuova Atletica Fanfulla Lodigiana arrivata dall'Atletica Muggiò.
Ai campionati italiani allieve 2008, non supera la semifinale dei 60 m agli indoor, mentre all'aperto finisce quarta sui nei 100 che con la 4x100 m.
Ai campionati allieve indoor del 2009 vince la sua prima medaglia ai nazionali giovanili, con l'argento nella 4x200 m (semifinale sui 60 m).
Esordio agli assoluti in staffetta, sia indoor (8º posto in staffetta 4x200 m) che outdoor (nona con la 4x100 m).
Ai campionati juniores vince un bronzo al coperto con la 4x200 m (esce in batteria sui 400 m); argento con la 4x100 m e quinta posizione nei 200 m.
2011, tre medaglie con un titolo ai campionati italiani juniores: indoor, bronzo con la 4x200 m e semifinale sui 60 m; outdoor, due medaglie in staffetta, oro con 4x400 m ed argento con la 4x100 m (sesta nei 200 m).
Numerose le gare corse ai campionati nazionali nel 2012: ai congiunti campionati indoor assoluti-promesse, sui 60 m batteria-18º posto, 400 m squalificata e 4x200 m settima-argento; all'aperto, due medaglie vinte agli italiani promesse (argento con la 4x400 m e bronzo sui 200 m) fuori in batteria nei 100 m. infine agli assoluti è stata bronzo con la 4x400 m, quarta con la 4x100 m ed è uscita in batteria nei 200 m.
Nel 2013 disputa soltanto la stagione al coperto: ai campionati italiani assoluti e promesse indoor esce in batteria (assolute) e giunge sesta (promesse) sui 400 m, mentre con la 4x200 m vince la medaglia d'argento nella categoria promesse e termina quarta tra le assolute.
Nel biennio 2014-2015 vince 4 titoli italiani ed esordisce con la Nazionale assoluta.
2014, doppietta di medaglie agli italiani promesse indoor (oro con la 4x200 m e bronzo sui 400 m) ed agli assoluti al coperto bronzo nella 4x200 m e batteria sui 60 m.
La stagione all'aperto dei campionati nazionali la vede vincere: due medaglie agli universitari (oro con la 4x100 m ed argento sui 100 m), altre due agli italiani promesse (oro con la 4x400 m ed argento nei 200 m) e quarto posto nei 100 m; infine agli assoluti bronzo con la 4x400 m ed un altro quarto posto sui 200 m.
Nel 2015, dopo aver migliorato (fra febbraio e aprile) il proprio primato personale su 60 e 200 m indoor, 100 e 400 m outdoor (nei 200 m ha stabilito ed eguagliato il suo personale a Ginevra e poi a Čeboksary durante il mese di giugno), ha esordito con la Nazionale assoluta alle IAAF World Relays (maggio) e poi è stata convocata anche all'Europeo per nazioni (giugno).
L'esordio con la Nazionale assoluta è avvenuto in occasione delle IAAF World Relays a Nassau (isole Bahamas), gareggiando come prima staffettista della 4x100 m: in quell'occasione il quartetto azzurro non termina la gara, poiché perde il testimone nel passaggio tra la seconda (Gloria Hooper) e la terza (Irene Siragusa) frazionista, lasciando così l'ultima (Audrey Alloh) ad attendere invano l'arrivo del testimone.
È stata ultima frazionista dopo Jessica Paoletta, Irene Siragusa ed Anna Bongiorni in occasione della staffetta 4x100 m corsa all'Europeo per nazioni svoltosi in Russia a Čeboksary: il quartetto ha chiuso al quinto posto finale; poi ha rappresentato l'Italia sui 200 m chiudendo al 4º posto finale.
Sempre nel 2015, al suo primo anno da seniores, agli assoluti indoor esce in semifinale sui 60 m e termina quarta con la staffetta 4x200 m; all'aperto invece ha vinto il titolo nella 4x100 m ai campionati nazionali universitari.
Bronzo sui 100 m (11"58 ad un centesimo dall'argento di Anna Bongiorni, seconda in 11"57) ed argento nei 200 m agli assoluti di Torino.
È uscita in semifinale sui 200 m alle Universiadi coreane di Gwangju, restando fuori dalla finale per un solo centesimo (23"95 contro il 23"94 corso dalla belga Hanne Claes, ultima delle qualificate).
Ha corso in batteria come frazionista nella staffetta 4x100 m ai Mondiali cinesi di Pechino, senza qualificarsi per la finale (contribuendo a realizzare con 43"22 la seconda migliore prestazione italiana all-time di specialità).

## Progressione

### 60 metri piani indoor
| Stagione | Tempo | Luogo       | Data      | Rank. Mond. |
| -------- | ----- | ----------- | --------- | ----------- |
| 2015     | 7"58  | Padova      | 22-2-2015 |             |
| 2014     | 7"68  | Magglingen  | 25-1-2014 |             |
| 2013     | 7"94  | Bergamo     | 27-1-2013 |             |
| 2012     | 8"00  | Saronno     | 12-2-2012 |             |
| 2011     | 7"86  | Modena      | 15-1-2011 |             |
| 2009     | 7"87  | Saronno     | 8-2-2009  |             |
| 2008     | 7"93  | Ancona      | 10-2-2008 |             |
| 2007     | 8"06  | Saronno     | 4-2-2007  |             |
| 2006     | 8"42  | Castenedolo | 19-2-2006 |             |
| 2005     | 8"82  | Castenedolo | 16-1-2005 |             |

### 100 metri piani
| Stagione | Tempo | Luogo           | Data      | Rank. Mond. |
| -------- | ----- | --------------- | --------- | ----------- |
| 2015     | 11"58 | Torino          | 25-7-2015 |             |
| 2014     | 11"80 | Savona          | 2-7-2014  |             |
| 2013     | 12"25 | Gavardo         | 19-5-2013 |             |
| 2012     | 12"14 | Lodi            | 19-5-2012 |             |
| 2011     | 12"14 | Orvieto         | 22-5-2011 |             |
| 2010     | 12"62 | Borgo Valsugana | 25-9-2010 |             |
| 2009     | 12"20 | Cremona         | 4-4-2009  |             |
| 2008     | 12"45 | Busto Arsizio   | 3-5-2008  |             |

### 200 metri piani
| Stagione | Tempo | Luogo            | Data      | Rank. Mond. |
| -------- | ----- | ---------------- | --------- | ----------- |
| 2015     | 23"30 | Ginevra          | 6-6-2015  |             |
| 2014     | 23"98 | Orvieto          | 28-9-2014 |             |
| 2013     | 24"83 | Ginevra          | 1-6-2013  |             |
| 2012     | 24"25 | Misano Adriatico | 16-6-2012 |             |
| 2011     | 24"68 | Lodi             | 30-4-2011 |             |
| 2010     | 24"75 | Chiari           | 2-5-2010  |             |
| 2009     | 24"46 | Bressanone       | 31-5-2009 |             |
| 2008     | 25"43 | Busto Arsizio    | 6-7-2008  |             |

### 400 metri piani
| Stagione | Tempo   | Luogo  | Data      | Rank. Mond. |
| -------- | ------- | ------ | --------- | ----------- |
| 2015     | 55"41   | Modena | 25-4-2015 |             |
| 2014     | 56"96   | Parma  | 14-5-2014 |             |
| 2013     | 58"51   | Milano | 17-9-2013 |             |
| 2012     | 57"36   | Chiari | 23-6-2012 |             |
| 2011     | 1'00"98 | Chiari | 2-4-2011  |             |

## Palmarès
| Anno | Manifestazione | Sede    | Evento      | Risultato  | Tempo | Note  |
| ---- | -------------- | ------- | ----------- | ---------- | ----- | ----- |
| 2015 | World Relays   | Nassau  | 4x100 m     | Batteria   | dnf   | [ 2 ] |
| 2015 | Universiadi    | Gwangju | 200 m piani | Semifinale | 23"95 | [ 3 ] |
| 2015 | Mondiali       | Pechino | 4×100 m     | Batteria   | 43"22 | [ 4 ] |

## Campionati nazionali
- 2 volte campionessa universitaria della staffetta 4x100 m (2014, 2015)
- 1 volta campionessa promesse della staffetta 4x400 m (2014)
- 1 volta campionessa promesse indoor della staffetta 4x200 m (2014)
- 1 volta campionessa juniores della staffetta 4x400 m (2011)

2007
- 6ª ai Campionati italiani cadetti e cadette, (Ravenna), 80 m - 10"57[5]
- 5ª ai Campionati italiani cadetti e cadette, (Ravenna), 4x100 m - 49"92[6]

2008
- In semifinale ai Campionati italiani allievi-juniores-promesse indoor, (Ancona), 60 m - 7"93[7]
- 4ª ai Campionati italiani allievi e allieve, (Rieti),
100 m - 12"72 (Finale 2)[8]
- 4ª ai Campionati italiani allievi e allieve, (Rieti),
4x100 m - 50"27[9]

2009
- In semifinale ai Campionati italiani allievi-juniores-promesse indoor, (Ancona), 60 m - 8"00[10]
- Argento ai Campionati italiani allievi-juniores-promesse indoor, (Ancona), 4x200 m - 1'45"63[11]

2010
- In batteria ai Campionati italiani allievi-juniores-promesse indoor, (Ancona), 400 m - 1'01"59[12]
- Bronzo ai Campionati italiani allievi-juniores-promesse indoor, (Ancona), 4x200 m - 1'44"15[13]
- 8ª ai Campionati italiani assoluti indoor, (Ancona), 4x200 m - 1'43"21[14]
- 5ª ai Campionati italiani juniores e promesse, (Pescara), 200 m - 25"20[15]
- Argento ai Campionati italiani juniores e promesse, (Pescara), 4x100 m - 47"53[16]
- 9ª ai Campionati italiani assoluti, (Grosseto),
4x100 m - 48"11[17]

2011
- In semifinale ai Campionati italiani allievi-juniores-promesse indoor, (Ancona), 60 m - 7"95[18]
- Bronzo ai Campionati italiani allievi-juniores-promesse indoor, (Ancona), 4x200 m - 1'43"20[19]
- 6ª ai Campionati italiani juniores e promesse, (Bressanone), 200 m - 25"29[20]
- Argento ai Campionati italiani juniores e promesse, (Bressanone), 4x100 m - 47"56[21]
- Oro ai Campionati italiani juniores e promesse, (Bressanone), 4x400 m - 3'51"62[22]

2012
- In batteria ai Campionati italiani assoluti e promesse indoor, (Ancona), 60 m - 8"04 (assolute)[23]
- 18ª ai Campionati italiani assoluti e promesse indoor, (Ancona), 60 m - 8"04 (promesse)[24]
- In batteria ai Campionati italiani assoluti e promesse indoor, (Ancona), 400 m - dq (assolute)[25]
- In batteria ai Campionati italiani assoluti e promesse indoor, (Ancona), 400 m - dq (promesse)[24]
- 7ª ai Campionati italiani assoluti e promesse indoor, (Ancona), 4x200 m - 1'42"73 (assolute)[26]
- Argento ai Campionati italiani assoluti e promesse indoor, (Ancona), 4x200 m - 1'42"73 (promesse)[24]
- In batteria ai Campionati italiani juniores e promesse, (Misano Adriatico), 100 m - 12"23[27]
- Bronzo ai Campionati italiani juniores e promesse, (Misano Adriatico), 200 m - 24"44[28]
- Argento ai Campionati italiani juniores e promesse, (Misano Adriatico), 4x400 m - 3'48"41[29]
- In batteria ai Campionati italiani assoluti, (Bressanone), 200 m - 25"35[30]
- 4ª ai Campionati italiani assoluti, (Bressanone),
4x100 m - 47"09[31]
- Bronzo ai Campionati italiani assoluti, (Bressanone), 4x400 m - 3'50"48[32]

2013
- In batteria ai Campionati italiani assoluti e promesse indoor, (Ancona), 400 m - 57'90 (assolute)[33]
- 6ª ai Campionati italiani assoluti e promesse indoor, (Ancona), 400 m - 57'90 (promesse)[34]
- 4ª ai Campionati italiani assoluti e promesse indoor, (Ancona), 4x200 m - 1'40"91 (assolute)[35]
- Argento ai Campionati italiani assoluti e promesse indoor, (Ancona), 4x200 m - 1'40"91 (promesse)[36]

2014
- Oro ai Campionati italiani allievi-juniores-promesse indoor, (Ancona), 4x200 m - 1'40"79[37]
- Bronzo ai Campionati italiani allievi-juniores-promesse indoor, (Ancona), 400 m - 56"98[38]
- In batteria ai Campionati italiani assoluti indoor, (Ancona), 60 m - 7"75[39]
- Bronzo ai Campionati italiani assoluti indoor, (Ancona), 4x200 m - 1'40"13[40]
- Argento ai Campionati nazionali universitari, (Milano), 100 m - 11"92[41]
- Oro ai Campionati nazionali universitari, (Milano), 4x100 m - 46"61[42]
- 4ª ai Campionati italiani juniores e promesse, (Torino), 100 m - 11"95[43]
- Argento ai Campionati italiani juniores e promesse, (Torino), 200 m - 24"09[44]
- Oro ai Campionati italiani juniores e promesse, (Torino), 4x400 m - 3'44"71[45]
- 4ª ai Campionati italiani assoluti, (Rovereto),
200 m - 24"01[46]
- Bronzo ai Campionati italiani assoluti, (Rovereto), 4x400 m - 3'44"68[47]

2015
- In semifinale ai Campionati italiani assoluti indoor, (Padova), 60 m - 7"62[48]
- 4ª ai Campionati italiani assoluti indoor, (Padova), 4x200 m - 1'39"99[49]
- Oro ai Campionati nazionali universitari, (Fidenza), 4x100 m - 46"82[50]
- Bronzo ai Campionati nazionali assoluti (Torino), 100 m piani - 11"58[51]
- Argento ai Campionati nazionali assoluti (Torino), 200 m piani - 23"71[52]

2017
- Eliminata in semifinale ai campionati italiani assoluti, 100 m piani - 12"25

2018
- Bronzo ai campionati italiani assoluti, 200 m piani - 23"94

2019
- Eliminata in semifinale ai campionati italiani assoluti indoor, 60 m piani - 7"66

2022
- 8ª ai campionati italiani assoluti, 200 m piani - 23"84

## Altre competizioni internazionali
2010
- 5ª nella Coppa dei Campioni per club, ( Vila Real de Santo António), 100 m - 12"89 (serie extra)[53]
- 4ª nella Coppa dei Campioni per club, ( Vila Real de Santo António), 4x100 m - 46"05[54]

2015
- 5ª nell'Europeo per nazioni, ( Čeboksary), 4x100 m - 43"72[55]
- 4ª nell'Europeo per nazioni, ( Čeboksary), 200 m - 23"30[55]